# 正广和大班住宅
正广和大班住宅位于上海市徐汇区武康路99号，是一幢假三层砖木结构的独立式花园住宅。其处于武康路东侧，复兴西路北、五原路南，曾先后为英商正广和洋行大班和刘靖基的住宅。

## 历史
住宅建于1928年，原是英商正广和洋行大班的私宅。中华人民共和国建国后，该住宅即被收归国有。潘汉年、魏文伯、王震等人曾先后被安排到这里居住。随后刘靖基入住该住宅，具体时间则存在争议：一种说法认为20世纪50年代末，上海市长陈毅将这幢住宅批给刘靖基，以改善其生活条件；另一种说法则认为刘靖基在20世纪80年代才入住于此。刘靖基去世后，该住宅由刘靖基女儿居住。1994年被列为第二批上海市优秀历史建筑，2003年又列入徐汇区登记不可移动文物名单。
这处住宅还是电影《色，戒》的取景地。电影中王佳芝与易先生的幽会的场面即在此拍摄。

## 建筑
住宅建筑为假三层砖木结构，建筑面积563平方米，平面略呈L形。因该住宅为英商的私宅，在设计时采用了英国乡村式风格。建筑立面材质为白色拉毛水泥，饰以暗红色半露木构架，两者形成了外观上的鲜明对比，使得立面富有层次感。这种半露木构架正是欧洲大陆传统民居的典型特征。建筑采用陡峭的红瓦双坡屋面，屋面上兼有双坡及四坡形老虎窗，以及高过屋面的哥特式锯齿平面状的清水红砖烟囱。山墙面窗过梁处的半露木构架上有齿形装饰作为线脚，檐下设有整齐排列的木制支托。南立面L形转角处有砖柱敞廊和屋脚石，上部为二层露台，设有镂空栏杆，并以红砖拼成弧形几何图案。这些细部装饰体现了建筑设计者的匠心。
建筑入口位于其南侧，通过门廊与门厅相连。楼梯间位于建筑北侧。底层除门厅外，还设有客厅、餐厅、厨房、贮藏室和佣人房间；二层设有主人卧室和佣人房间；三层包含两间供儿童居住的大卧室，以及洗衣房和保姆房间。